# Doudleby
Doudleby és una localitat del districte de České Budějovice a la regió de Bohèmia Meridional, República Txeca, amb una població estimada a principis de l'any 2018 de 483 habitants.
Està situada al centre-sud de la regió, a la zona de la selva de Bohèmia, a poca distància al sud de la ciutat de Praga, de la riba del riu Vltava —el més llarg del país, afluent del riu Elba— i al nord de la frontera amb Àustria.